# Laura Gatto
Laura Gatto (Montebelluna, 4 marzo 1977) è un'ex lunghista italiana.

## Carriera
Il suo record personale, 6,48 m, stabilito nel 1999, era all'interno dei 60 migliori risultati dell'anno nelle migliori liste mondiali.

## Titoli nazionali
Gatto ha vinto sei campionati nazionali a livello senior individuale;
- Campionati italiani assoluti di atletica leggera
  - Salto in lungo: anni 2000, 2001, 2002, 2004
- Campionati italiani assoluti di atletica leggera indoor
  - Salto in lungo: anni 2000, 2005